# Old San Antonio Road

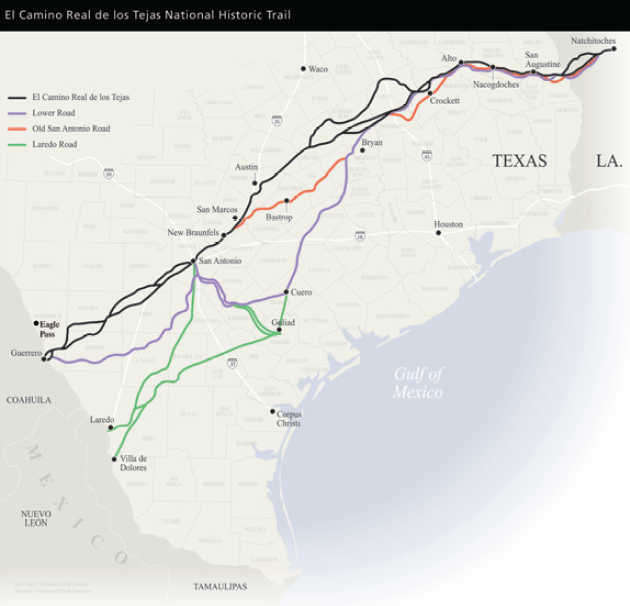

La Old San Antonio Road (a volte chiamata "El Camino Real" o "King's Highway") era una carreggiata storica situata nel Texas e nella Louisiana, negli Stati Uniti. Parti di essa erano basati sui tradizionali percorsi dei nativi americani. Il suo capolinea nel Texas era a circa 35 miglia (56 km) a sud-est di Eagle Pass sul Rio Grande nella contea di Maverick, e il suo capolinea settentrionale era a Natchitoches, Louisiana. La strada continuava dal Texas attraverso Monclova a Città del Messico.

## Percorso

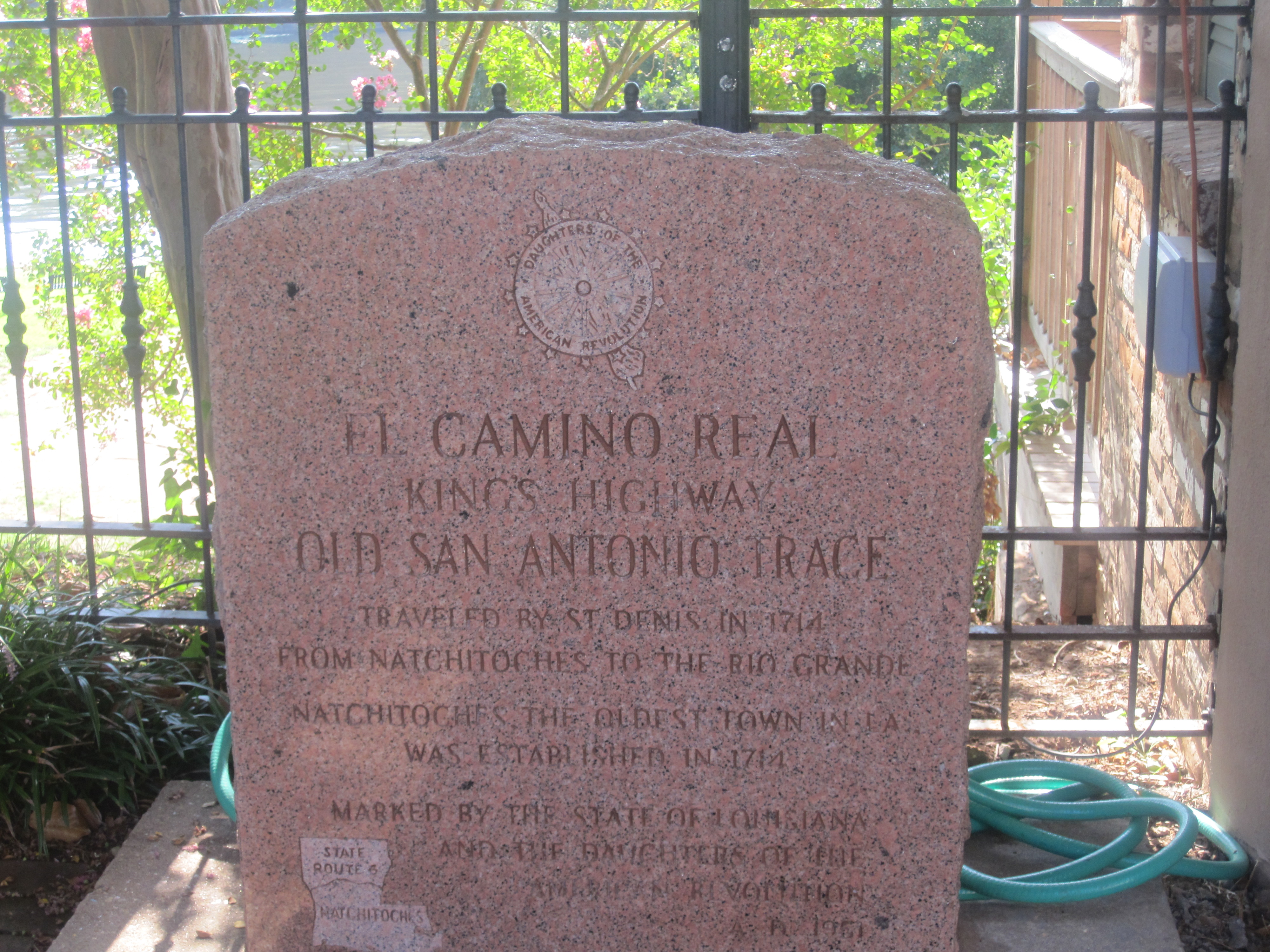
Il monumento dell'El Camino Real nel centro di Natchitoches, Louisiana

La Louisiana Highway 6 corre per lo più lungo la Old San Antonio Road per l'intero percorso attraverso quello stato da Natchitoches a ovest di Many. La State Highway 21 segue la vecchia strada per Midway, Texas, poi la State Highway OSR (per Old San Antonio Road) la segue intorno a Bryan e College Station, e di nuovo sulla Highway 21, alla periferia est di San Marcos. A sud di San Marcos, la strada segue l'antica Bastrop Road fino all'incrocio con la I-35. La strada lascia l'Interstate a New Braunfels e segue la strada Solms, poi la Nacogdoches Road, quindi la Mission Road attraverso San Antonio. A sud di San Antonio, la strada segue la Old Pleasanton Road, quindi diverse strade locali e della contea e si fonde con la State Highway 97 fino a Cotulla. La strada attraversa la proprietà privata e segue la State Highway 133 a Catarina. Dopo Catarina, la strada è su proprietà privata.

## Storia
Nel 1690, l'esploratore spagnolo Alonso de León, seguendo le varie piste degli indiani e dei bisonti, attraversò il Rio Grande per dirigersi verso il Texas orientale per istituire missioni, efficacemente facendo esplodere la Old San Antonio Road. Nel 1691 (l'anno di nascita generalmente accettato della strada), Domingo Terán de los Ríos portò altri missionari nel Texas orientale seguendo lo stesso percorso di De León. Nel 1693, Gregorio de Salinas Varona definì ulteriormente il corso della strada portando con sé i rifornimenti di soccorso da Monclova.
La Old San Antonio Road non era una strada unica, ma una rete di sentieri con percorsi diversi in tempi diversi. Il percorso del sentiero era dettato da cose diverse come le minacce meteorologiche e i nativi americani.
Durante il periodo in cui il Texas era uno stato spagnolo, poi messicano, la strada fu usata come una via principale tra Città del Messico e il Texas orientale. Con l'indipendenza del Texas, tuttavia, il commercio tra Messico e Texas diminuì, mentre il commercio del Messico con gli Stati Uniti iniziò ad aumentare. Il vecchio percorso da San Antonio alla Louisiana, ora chiamato Camino Arriba, era ancora un collegamento vitale per i texani negli Stati Uniti. Durante gli anni 1860, la vecchia strada ebbe un breve risveglio come linea di rifornimento dagli interni del Texas alla Confederazione e per il flusso di cotone in Messico come mezzo per aggirare il blocco sempre più serrato dell'Unione.
Dopo la guerra civile americana, il nome Camino Arriba svanì e la strada fu chiamata Old San Antonio Road. Negli anni 1870, con l'avvento della ferrovia, la strada tra San Antonio e il Messico era quasi scomparsa. È stata poi chiamata Lower Presidio Road.

### Conservazione

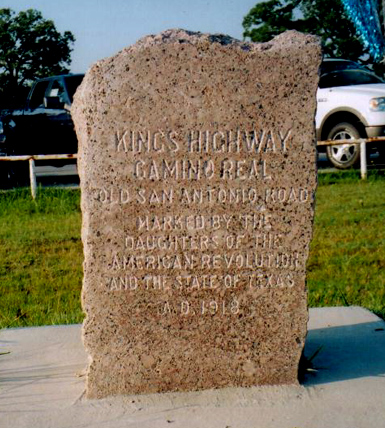
Un tipico indicatore posizionato lungo il percorso della Old San Antonio Road nel 1918

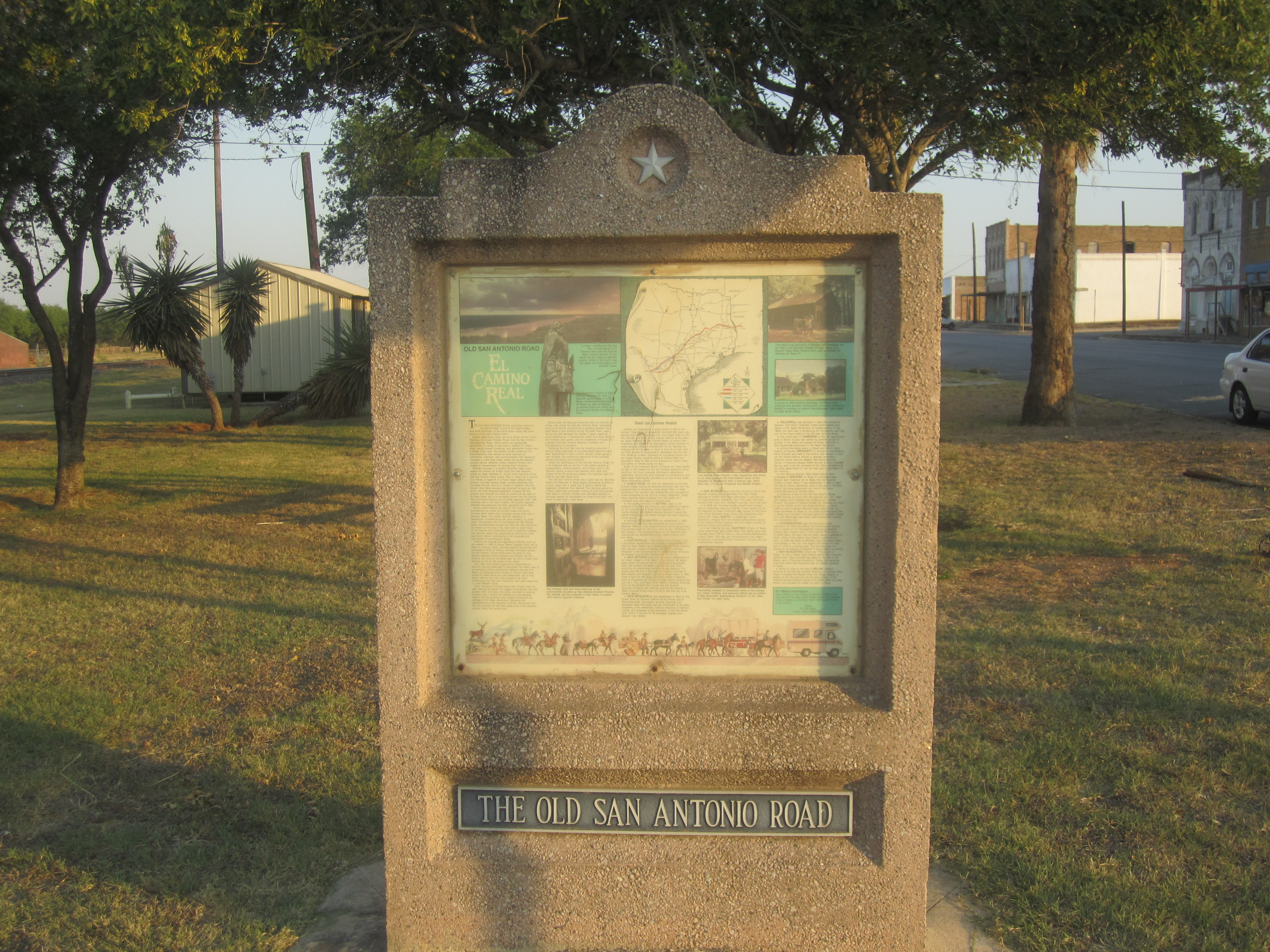
Indicatore storico della Old San Antonio Road a Cotulla nella contea di La Salle nel Texas meridionale

Nel 1915, lo Stato del Texas e le Daughters of the American Revolution (DAR) finanziarono un progetto per piazzare segnalini di granito rosa a intervalli di circa 5-miglio (8,0 km) lungo il percorso della Old San Antonio Road. V.N. Zively, un geometra professionista, ha mappato il percorso nel 1915 e nel 1916 e ha posizionato un palo di quercia in ogni sito di marcatori. Marcatori di granito inscritti furono installati più tardi, e il Texas DAR presentò i marcatori allo Stato del Texas in una cerimonia a San Antonio il 2 marzo 1918.
Lo Stato del Texas ha preso questo percorso e ha segnato le restanti strade della contea come State Highway OSR. Originariamente, l'intero percorso dal fiume Sabine a San Marcos portava questa designazione, ma da allora è stato ridotto a una breve tangenziale attorno a Bryan.
A partire dal febbraio 2006, tutti tranne nove dei 123 marcatori erano sopravvissuti, ma molti sono stati spostati dalle loro posizioni originali mentre il percorso della strada è stato raddrizzato dalla nuova costruzione dell'autostrada. Nel profondo Texas meridionale, molti dei segnalini sono ora in ranch privati.
Nel 1929, la Legislatura del Texas designò la versione di Zivley della Old San Antonio Road come uno dei sentieri storici del Texas. Più tardi le ricerche della Old San Antonio Road Preservation Commission hanno stabilito che la rotta di Zively è solo una delle cinque diverse vie principali che sono state utilizzate in vari momenti.
Nel 1989, la Legislatura del Texas ha creato la Old San Antonio Road Preservation Commission per coordinare un anno di osservazione nel 1991 del 300º anniversario della strada e incoraggiare il turismo lungo il percorso. Le agenzie membro della commissione, The Texas Historical Commission, Texas Department of Transportation, Texas Parks and Wildlife e il Dipartimento del Commercio, promossero la strada e costruirono una serie di pannelli informativi da collocare lungo il percorso. La commissione cessò le sue operazioni nel luglio del 1993.
Il 18 ottobre 2004, il presidente Bush ha firmato un disegno di legge che designa The El Camino Real de Los Tejas, di cui fa parte la Old San Antonio Road, un National Historic Trail. La Legislatura del Texas sta prendendo in considerazione un disegno di legge che conferirebbe all'autorità della Texas Historical Commission la supervisione dello sviluppo e dell'amministrazione dell'El Camino Real de los Tejas National Historic Trail in collaborazione con il National Park Service.

## Lunghezza
- Louisiana - 47 miglia
- Texas - 540 miglia

## Città statunitensi lungo il percorso
- Natchitoches, Louisiana
- Many, Louisiana
- Nacogdoches, Texas
- Crockett, Texas
- Caldwell, Texas
- Bastrop, Texas
- San Marcos, Texas
- Midway, Texas
- New Braunfels, Texas
- Normangee, Texas
- San Antonio, Texas
- Benton City, Texas
- Cotulla, Texas
- Uhland, Texas
- Niederwald, Texas